# بي نمد (مقاطعة فريدونكنار)
بي نمد (بالفارسية: بی نمد) هي مستوطنة تقع في مازندران في إيران. يقدر عدد سكانها بـ 593 نسمة .